# Custos Messium

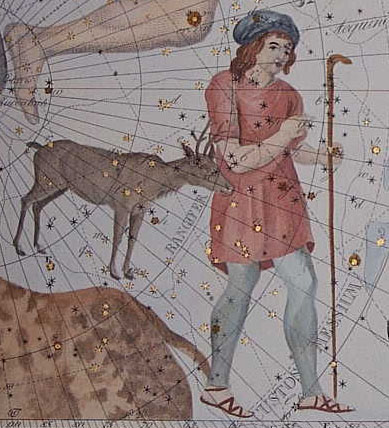
La constel·lació de Custom Messium.

Custos Messium (el guardià de la collita) és una antiga constel·lació ideada per l'astrònom francès Joseph Lalande en 1.775. Composta per un grup d'estels tènues situats entre les actuals constel·lacions de la Girafa, Cassiopea i Cefeu, representa a un granger que recull blat. Aquesta àrea del cel va ser prèviament coneguda com «el Camp de Blat». Encara que la constel·lació va aparèixer en diversos atles estel·lars, aviat va caure en desús i avui no és reconeguda com a tal.
El nom «Messium» fa referència a Charles Messier, el famós caçador de cometes,. De fet, era sovint coneguda com a Messier, particularment a França. Joseph Lalande va triar aquesta zona anteriorment anònima del cel perquè va ser aquí on va ser vist el cometa de 1774, àmpliament observat per Messier, però descobert pel també francès Jacques Montaigne.